# Gerome Fassio
Pour les articles homonymes, voir Fassio.
Gerome Fassio, né vers 1789 à Rome et mort le 1er janvier 1851 à Bytown, aujourd'hui Ottawa, est un peintre et lithographe canadien-italien.

## Biographie
Gerome Fassio naît vers 1789 à Rome. Il serait cependant d'origine corse, de la ville de Bonifacio, mais s'identifiait plus à la culture italienne. Il effectue soi-disant des études en arts en Italie avant d'aller s'installer à New York, où il pratique la peinture sur Broadway pendant un an. Là-bas, il y fait la rencontre de l'homme d'affaires de Trois-Rivières Moses Hart, pour qui il réalise un portrait. Il a un fils vers 1925, qu'il nomme Eugenio. Il arrive à Montréal au printemps 1934 à l'âge de 45 ans et contacte Hart. Il réalise quelques miniatures avant d'aller rejoindre Hart à Trois-Rivières l'année suivante. Il y aurait vécu pendant une courte durée avec l'homme d'affaires avant de s'installer à Québec en août de la même année. Il y vit comme peintre itinérant et offre des cours de peintures jusqu'en mai 1836. En août, il est de retour à Montréal. Il y réessaie d'attirer de la clientèle avec des cours pour débutants, mais la compétition est trop grande et il retourne à Québec vers l'été 1838, où il jouissait d'une plus grande popularité de la presse et de la population.
Il vit courtement sur la rue Saint-Jean, mais déménage dans les quartiers de Jonathan Sewell, juge en chef du Bas-Canada. Il reçoit alors encore des clients, mais arrête de donner des cours de peinture. Au contraire, il expose une grande peinture portant le thème de la Grande-Bretagne et du Canada à la galerie de Joseph Légaré, mais cette expérience s'avère elle aussi infructueuse, Fassio ne recommençant pas. Fassio est professeur de dessin au Petit Séminaire de Québec en 1839-1840, puis ouvre un nouvel atelier en 1842, qui attire l'attention de l'historien Michel Bibaud. En 1843, le peintre débute en lithographie, réalisant un portrait du pape Grégoire XVI pour l'évêque de Québec Joseph Signay. La lithographie circule pendant un certain temps, jusqu'à un incendie qui détruit les presses de l'imprimerie qui la distribuait. Peu après, la maison de Fassio elle-même brûle et l'arrivée du daguerréotype le force à couper ses prix de moitié.
La presse rouvre rapidement et Fassio recommence avec une nouvelle série de lithographies collectables réalisées avec l'imprimeur Napoléon Aubin, lui-même lithographe. Les portraits incluent ceux de Louis-Joseph Papineau, François de Laval, Joseph-François Perrault ou encore Robert Baldwin. Le projet n'aboutit, faute d'acheteurs, et Aubin l'arrête. Son fils Eugenio avait signé un contrat pour devenir matelot, et son père en a décidé de revenir au pays. Le séjour n'est pas long, et Gerome est rapidement de retour à Québec, où il recommence à offrir des cours de peinture, mais à un prix plus bas, tout en gardant la qualité de son œuvre. En 1847, après la complétion du stage en mer de son fils, le peintre décide à nouveau de retourner en Italie, et offre une « dernière » fois ses cours au grand public. Il ne peut cependant pas y retourner, mentionnant des circonstances inopportunes, probablement faisant référence à la situation politique en Italie à l'époque, et retourne s'installer à Québec, où il offre des cours de dessins de natures mortes et de fleurs.
Il retourne finalement au pays en juin 1849, mais la situation est trop instable pour lui. Le peintre est finalement de retour à Québec en octobre 1850. La firme L.-A. Lemire vient alors d'ouvrir, spécialisée dans le daguerréotype. Ne pouvant pas tenir face à la compétition, l'italien est forcé de quitter la ville. Fassio choisit Bytown, où il réutilise la même formule du « peintre nouvellement arrivé d'Europe » pour vendre des cours de groupes et individuels. Alors que son annonce est encore en place, il meurt subitement le 1er janvier 1851,. Il avait comme élève Antoine-Sébastien Falardeau.

## Œuvres

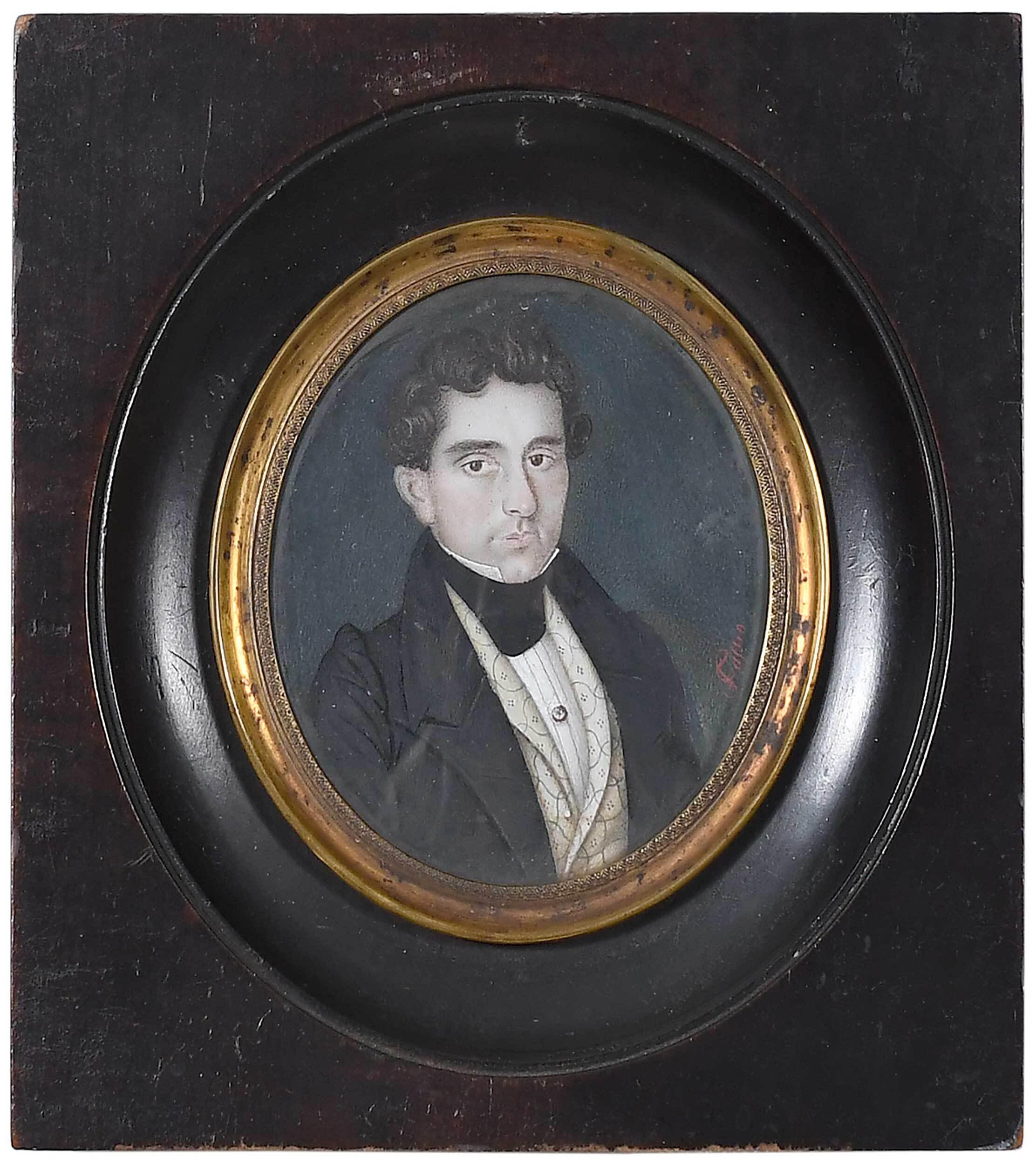
Portrait miniature ovale d'un gentilhomme, n. d.

Les miniatures de Gerome Fassio étaient considérées comme d'une grande qualité, puisque la précision des détails ne pouvaient être remarquée qu'avec une loupe. Il maîtrisait aussi très bien les couleurs, et sa composition était toujours bien ordonnée, comme pouvait le démontrer son paysage « Genève vu des Paquis », comparable à l'œuvre de Georges Seurat. Même s'il maîtrisait bien les éléments esthétiques, il avait tendance à peindre des visages raides et statiques, que l'on peut remarquer sur son portrait de Grégoire XVI,.
Il était un artiste prolifique, et aurait réalisé un nombre important de miniatures, surtout pour les gens fortunés. Il finit par devoir offrir ses services à la classe régulière et ses dernières œuvres seront le témoin de la vie quotidienne des Canadiens français.

## Collections
On retrouve ses œuvres dans la Burnaby Art Gallery (en), située dans le Burnaby Village Museum (en), le Musée national des beaux-arts du Québec, le musée du Séminaire de Chicoutimi et au Musée des beaux-arts du Canada entre autres. On retrouve au Musée national des beaux-arts du Québec une douzaine de ses peintures, dont les miniatures de trois membres de la famille Cazeau, qui l'aurait hébergé en 1846, ainsi qu'un portrait de Joseph Rouleau datant de 1848. S'y trouve aussi une miniature du marchand d'art italien actif à Québec Giovanni Domenico Balzaretti et de sa femme Madeleine Romain, réalisée  entre 1835 et 1840. On retrouve au Musée McCord une aquarelle de fleurs et un portrait de Louis Flavian Berthelot réalisé vers 1834.